# 芽原ますみ
もしかして
- 茅原ますみ

ではありませんか？